# Acrotrema uniflorum
Acrotrema uniflorum är en tvåhjärtbladig växtart som beskrevs av William Jackson Hooker. Acrotrema uniflorum ingår i släktet Acrotrema och familjen Dilleniaceae.

## Underarter
Arten delas in i följande underarter:
- A. u. appendiculatum
- A. u. bullatum
- A. u. dentatum
- A. u. rotundatum
- A. u. sylvaticum